# Bålgeting
Bålgeting (Vespa crabro) är den största samhällsbyggande getingen i Europa. Den bygger sitt bo främst i ihåliga ekar och andra lövträd, men kan också bo i människors byggnader. Den äter större och mindre insekter och tillfredsställer sitt sockerbehov främst genom att dricka sav från lövträd.

## Beskrivning

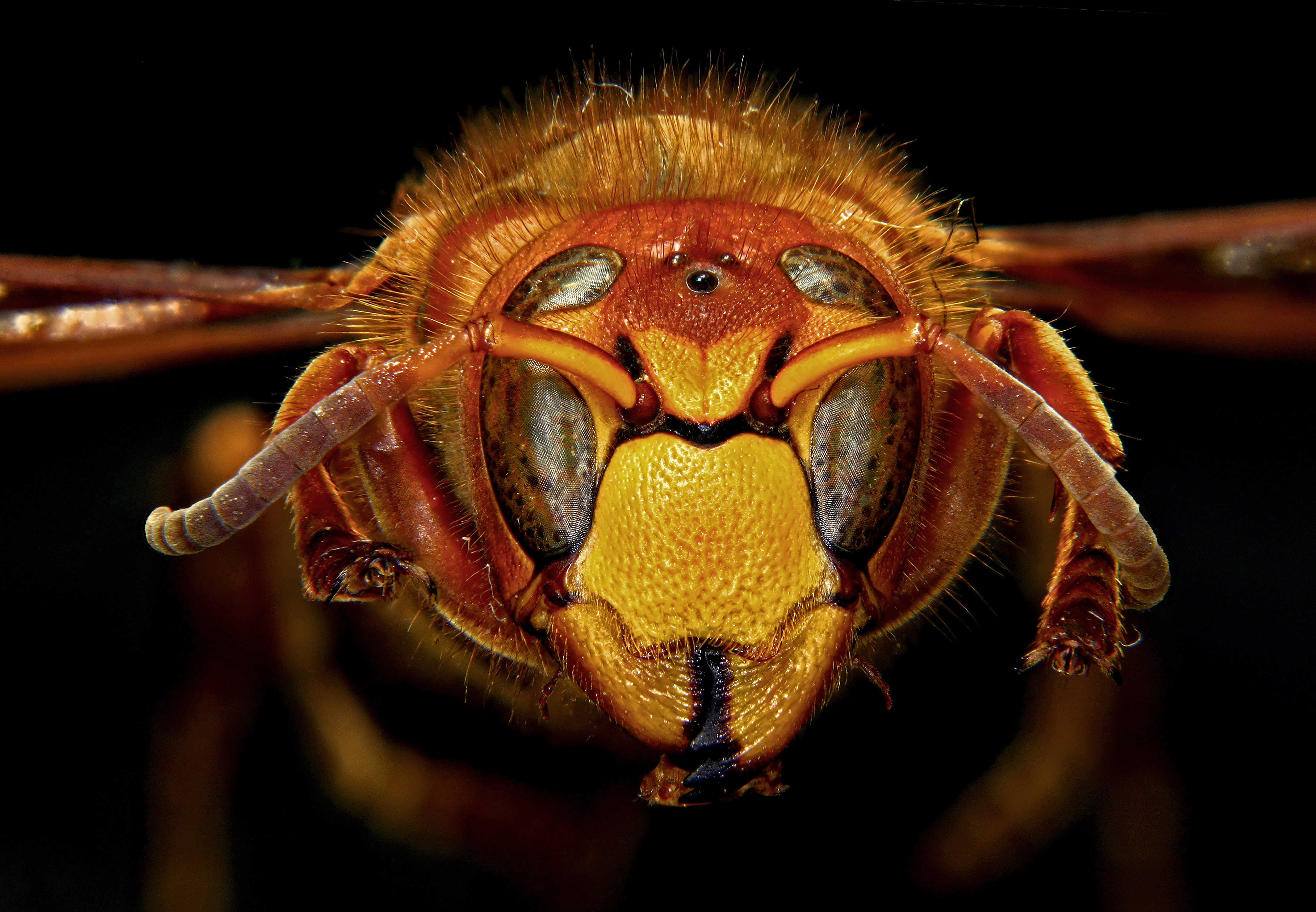
Närbild på huvud av bålgeting.

Drottningen är 25 till 35 millimeter lång, medan övriga kaster är något mindre, arbetarna 18 till 24 mm och hanarna 21 till 28 millimeter De har kloförsedda tarser och kraftiga käkar. Precis som hos alla andra gaddsteklar är det bara honorna (drottningarna och arbetarna) som har gadd.
Färgteckningen går i gula, rödbruna och mörkbruna toner. Den rödbruna färgen är mest framträdande på bakhuvud, mellankropp och bakkroppens främsta segment.
Det finns flera färgformer som skiljer sig något åt i färgteckningen. I Norden förekommer oftast en mörk färgform med gul clypeus (munsköld), enfärgad mörkbrun mellanrygg och skutell, dels, mera sällan, mellanformer mellan denna färgform och den i Mellaneuropa vanliga färgformen germana, som har roströd skutell och två längsgående band på mellanryggen.

## Utbredning
Bålgetingen är ursprunglig för Eurasien. Den förekommer i större delen av Europa från England och Wales österut genom den tempererade zonen i Europa till Sachalin och Japan. 

### Förekomst i Norden
I Sverige förekommer bålgetingen från de södra och sydöstra delarna av landet, där den är vanligt förekommande, norrut till Gästrikland samt delar av Värmland och Dalarna. Observationer har även gjorts längre norrut, men det är troligtvis endast tillfälliga besökare.
I Finland finns arten från Åland och sydkusten mot nord och nordost upp till Norra Österbotten, Kajanaland och Norra Karelen med enstaka fynd längre norrut (Lappland; ett fynd 2022, två fynd 2023).

### Introducerade populationer
Med människan har bålgetingen introducerats till andra delar av världen. Ett exempel är Nordamerika, där den oavsiktligt infördes till New York på 1840-talet. Den har senare spritt sig och finns numera (2023) i stora delar av östra USA och har även påträffats i Ontario och British Columbia i Kanada.

## Ekologi

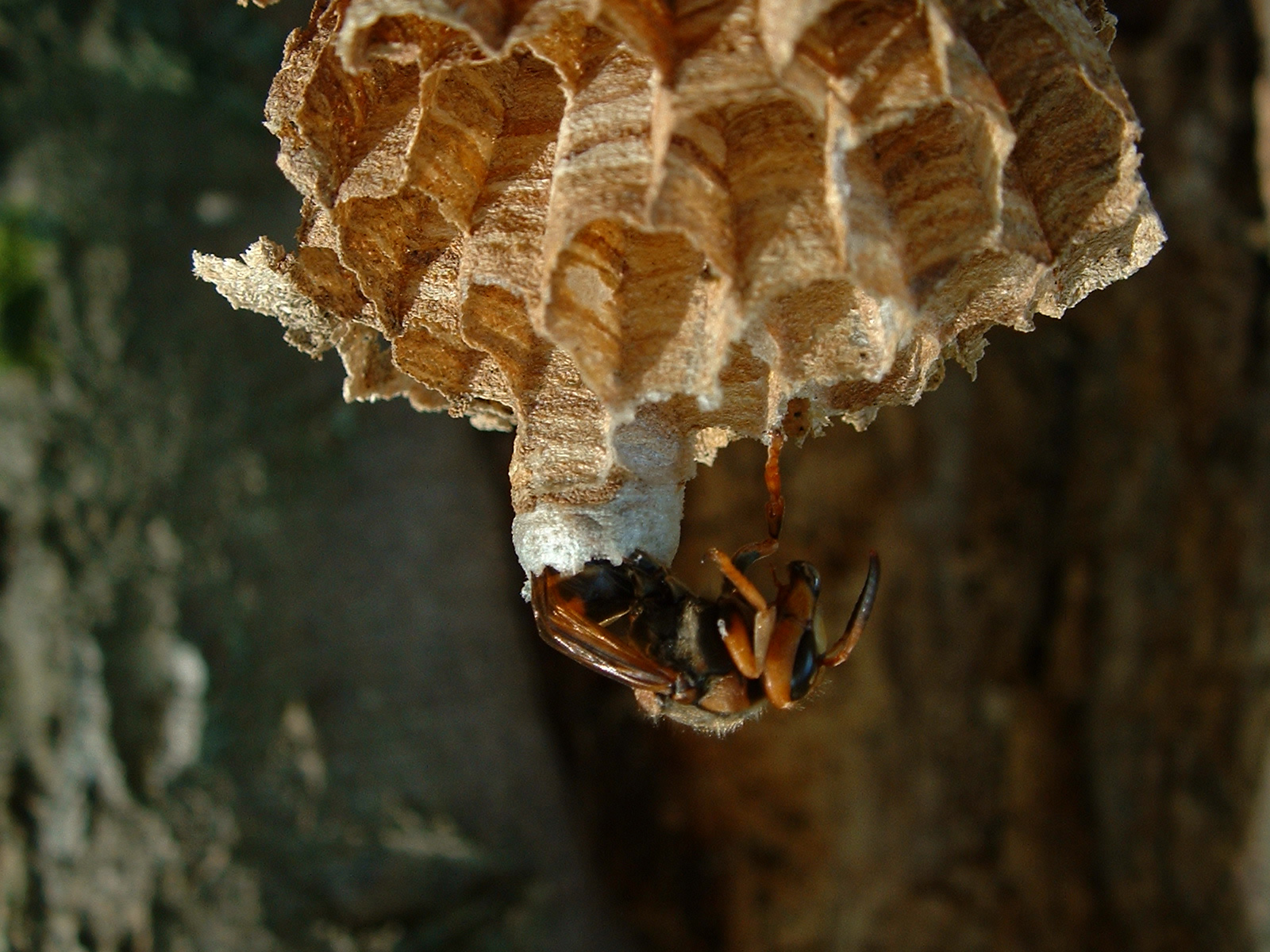
Nykläckt bålgeting lämnar puppan.

Habitatet utgörs främst av lövskogar, framför allt med ek. Arten är i hög grad nattaktiv och flockas gärna kring konstgjorda ljuskällor under den mörka delen av dygnet.
De gamla drottningarna flyger till början av juni. De unga drottningarna börjar synas från slutet av augusti och kan som mest vara aktiva till oktober/november innan de går i ide. Hanarna är aktiva från mitten av augusti och flyger även de till oktober/november innan de dör med resten av samhället.

### Föda
Bålgetingen är en rovinsekt som äter större och mindre insekter, från tvåvingar som flugor och fjärilar, till vårtbitare och trollsländor, men även andra getingar och honungsbin. Den tillfredsställer sitt sockerbehov genom att dricka sav från olika lövträd, som al, alm, ask och björk. Saven insamlas aktivt genom att getingarna ringbarkar grenar. Arten äter också fallfrukt av äpplen och plommon, men ses sällan besöka blommor.

### Bo
Bålgetingar bygger klockformiga bon. Storleken på bona varierar kraftigt, från ett par hundra individer till långt över 1 000. I en polsk undersökning hade ett bo på drygt 2 060 individer en volym på 23,6 liter. Boet tillverkas av söndertuggade, murkna träfibrer, som bålgetingdrottningen blandar med sin saliv. Boet placeras gärna i ihåliga träd, framför allt ekar, men även under tak, i fågelholkar och i gamla hackspettsbon. Boet kan även byggas underjordiskt, men det är inte särskilt vanligt. Det händer även att boet byggs inomhus. Om ett samhälle växer sig stort (upp till 400 individer) kan det hända att bålgetingen anlägger nya samhällen i närheten. Gynnsamma varma somrar kan botätheten därför lokalt bli betydande.

### Övervintring
Det är bara drottningen som övervintrar. I maj träder de övervintrande drottningarna fram och bygger för varje år ett nytt bo. Efter första kullen arbetargetingar (sterila honor) kan den redan föregående år befruktade drottningen helt ägna sig åt äggläggning.

## Bålgetingen och människan

### Status och hot
Globalt är bålgetingens hotstatus ännu inte utvärderad av Internationella naturvårdsunionen (IUCN). 
I Nordeuropa har bålgetingen tidigare haft en nedgångsperiod. Hot mot bålgetingen kan vara brist på lämpliga boträd och direkt förföljelse av människor. I bland annat Tyskland är arten skyddad. I Norge bedömdes den vara utdöd eftersom den inte hade setts sedan 1911, men observerades åter igen 2007. Fram till år 2000 var den rödlistad i Sverige, men samma år hävdes rödlistningen. Numera (2020) är den klassificerad som livskraftig i landet. I Finland försvann arten nästan helt på 1940-talet och populationen i landet var länge akut hotad. Senare har den åter ökat, inte minst i södra och sydöstra Finland, och den är numera (2019) klassificerad som väletablerad och livskraftig.

### Bålgetingstick
Bålgetingen är en förhållandevis lugn geting som sällan attackerar människor. Arten är mer uppmärksam på sin omgivning än andra getingar och varnar ofta genom att knäppa hörbart med käkarna när den känner sig hotad. Ett bålgetingsting är oftast inte farligare än ett stick från en vanlig geting, men kan som alla geting- och bistick vara farligt för överkänsliga personer. Som nästan alla gaddsteklar (utom de sju till elva arterna honungsbin) kan den sticka flera gånger.

### Namn
Trivialnamnet kan härledas från ett dialektalt bål, som betyder mycket stor, kraftig. (Jämför bålen, människans största kroppsdel.) I vissa av Finlands svenskbygder kallas bålgetingen ibland båling.

### I kulturen
Bålgetingen är landskapsinsekt för Småland.